# موش‌ها و آدم‌ها (فیلم ۱۹۱۶)
موش‌ها و آدم‌ها (انگلیسی: Mice and Men) فیلمی است که در سال ۱۹۱۶ منتشر شد. از بازیگران آن می‌توان به مارگریت کلارک اشاره کرد.